# Avoine, Orne
Avoine är en kommun i departementet Orne i regionen Normandie i nordvästra Frankrike. Kommunen ligger i kantonen Écouché som tillhör arrondissementet Argentan. År 2022 hade Avoine 217 invånare.

## Befolkningsutveckling
Antalet invånare i kommunen Avoine
| Referens: INSEE |